# Geissorhiza hispidula
Geissorhiza hispidula är en irisväxtart som först beskrevs av Robert Crichton Foster, och fick sitt nu gällande namn av Peter Goldblatt. Geissorhiza hispidula ingår i släktet Geissorhiza och familjen irisväxter. Inga underarter finns listade i Catalogue of Life.